# حاجی‌آباد (زاوه)
حاجی آباد روستایی در دهستان زاوه بخش مرکزی شهرستان زاوه استان خراسان رضوی ایران است. بر پایه سرشماری عمومی نفوس و مسکن در سال ۱۳۹۰ جمعیت این روستا ۱٬۱۷۰ نفر (در ۳۳۴ خانوار) بوده است.